# Grantia tuberosa
Grantia tuberosa är en svampdjursart som beskrevs av Poléjaeff 1883. Grantia tuberosa ingår i släktet Grantia och familjen Grantiidae. Inga underarter finns listade i Catalogue of Life.